# کوسکوس تلفومین
کوسکوس تلفومین (نام علمی: Phalanger matanim) نام یک گونه از سرده پره‌کیسه‌دارها است.